# Svenska mästerskapen i kortbanesimning 1963
Svenska mästerskapen i kortbanesimning 1963 avgjordes i Simhallsbadet i Malmö mellan den 23 och 24 mars 1963 (800 m i Borås den 10 mars). Det var den elfte upplagan av kortbane-SM.

## Medaljsummering

### Herrar
| Gren              | Guld | Guld        | Silver | Silver | Brons | Brons  |
| 200 m frisim      | Jan Lundin Stockholmspolisens IF                                                                                     | 2.01,9 0NR0 | Mats Svensson IF Elfsborg                                                                                                 | 2.04,1 | Jan Lundmark Kiruna SS                                                                                              | 2.01,9 |
| 800 m frisim      | Jan Lundin Stockholmspolisens IF                                                                                     | 9.24,5      | Mats Svensson IF Elfsborg                                                                                                 | 9.43,2 | Sven-Göran Johansson Västerås SS                                                                                    | 9.44,3 |
|                   | |             | |        | |        |
| 100 m ryggsim     | Leif Sjöblom SK Neptun                                                                                               | 1.04,6      | Ulf-Göran Johansson IF Elfsborg                                                                                           | 1.05,9 | Per Tranberg Göteborgs KK                                                                                           | 1.07,3 |
|                   | |             | |        | |        |
| 200 m bröstsim    | Roland Lundin SK Ran                                                                                                 | 2.40,8      | Ulf Ericsson Katrineholms SS                                                                                              | 2.42,8 | Per Olof Fulke Katrineholms SS                                                                                      | 2.45,4 |
|                   | |             | |        | |        |
| 100 m fjärilsim   | Per Jernberg Mariestads SS                                                                                           | 1.01,4      | Jan Lundin Stockholmspolisens IF                                                                                          | 1.01,5 | Håkan Bengtsson Stockholmspolisens IF                                                                               | 1.01,7 |
|                   | |             | |        | |        |
| 4×100 m frisim    | SK Neptun Per-Olof Ericsson (58,6) Peter Bergengren (57,6) Bengt Nordvall (56,4) Lars-Erik Bengtsson (58,2)          | 3.50,8      | Stockholmspolisens IF Håkan Bengtsson (59,3) Bert Svensson (59,2) Nils Wahlberg (59,2) Jan Lundin (54,9)                  | 3.51,6 | IF Elfsborg Jörgen Andersson (59,4) Göran Magnusson (58,3) Ivar Wallmark (59,8) Mats Svensson (55,1)                | 3.51,6 |
| 4×100 m ryggsim   | Stockholmspolisens IF Jan Lundin (1.06,6) Bert Svensson (1.08,8) Ronnie Poleski (1.08,1) Torsten Born (1.06,7)       | 4.30,2 0NR0 | SK Neptun Per-Olof Ericsson (1.09,7) Leif Wohlmsten (1.10,2) Peter Bergengren (1.09,3) Leif Sjöblom (1.04,6)              | 4.33,8 | IF Elfsborg Ivar Wallmark (1.07,7) Mats Svensson (1.11,6) Göran Krafft (1.11,8) Ulf-Göran Johansson (1.04,6)        | 4.35,7 |
| 4×100 m bröstsim  | SK Ran Olle Andersson (1.17,2) Chonny Kjellström (1.17,4) Axel Seversson (1.12,8) Roland Lundin (1.12,3)             | 4.59,7 0NR0 | Stockholmspolisens IF Ronny Svensson (1.17,9) Tommie Lindström (1.14,5) Jonny Lindström (1.15,6) Lennart Fröstad (1.14,9) | 5.02,9 | Karlskoga SS Roland Sjöberg (1.15,8) Lennart Jonsson (1.20,4) Thomas Pettersson (1.16,2) Christer Svensson (1.14,1) | 5.07,7 |
| 4×100 m fjärilsim | Stockholmspolisens IF, lag 1 Tommy Jurdell (1.03,6) Jan Lindroth (1.07,2) Nils Wahlberg (1.06,2) Jan Lundin (1.01,5) | 4.19,5 0NR0 | Stockholmspolisens IF, lag 2 Bo Westergren (1.08,4) Bo Larsson (1.08,8) Bert Svensson (1.05,8) Håkan Bengtsson (1.02,0)   | 4.25,0 | SK Neptun Kristian König (1.08,9) Sven Johansson (1.08,0) Lars-Erik Bengtsson (1.05,4) Leif Sjöblom (1.07,5)        | 4.29,8 |

### Damer
| Gren              | Guld | Guld        | Silver | Silver  | Brons | Brons   |
| 200 m frisim      | Ann-Christine Hagberg SK Neptun                                                                                        | 2.18,3 0NR0 | Karin Stenbäck SK Neptun                                                                                                 | 2.20,4  | Ann-Charlotte Lilja SK Najaden                                                                                         | 2.21,2  |
| 800 m frisim      | Elisabeth Ljunggren SK Neptun                                                                                          | 10.03,3     | Ann-Charlotte Lilja SK Najaden                                                                                           | 10.19,4 | Majvor Velander SK Neptun                                                                                              | 10.03,3 |
|                   | |             | |         | |         |
| 200 m ryggsim     | Lena Bengtsson SK Neptun                                                                                               | 2.38,1      | Gunilla Lundqvist Norrtälje SK                                                                                           | 2.40,0  | Marianne Lundqvist Gävle SS                                                                                            | 2.43,3  |
|                   | |             | |         | |         |
| 200 m bröstsim    | Christina Olsson Limhamns SS                                                                                           | 2.56,3      | Kristina Kallerhult Nyköpings SS                                                                                         | 2.56,9  | Monica Israelsson Karlskrona SS                                                                                        | 2.59,3  |
|                   | |             | |         | |         |
| 100 m fjärilsim   | Karin Stenbäck SK Neptun                                                                                               | 1.11,4      | Ann-Charlotte Lilja SK Najaden                                                                                           | 1.12,8  | Birgitta Friberg SK Neptun                                                                                             | l.13,5  |
|                   | |             | |         | |         |
| 4×100 m frisim    | SK Neptun Ann-Christine Hagberg (1.02,8) Agneta Thunell (1.07,4) Ulla Jacobsson (1.06,1) Karin Stenbäck (1.05,6)       | 4.21,9 0NR0 | Upsala SS Lena Johansson (1.07,6) Kerstin Lundqvist (1.08,4) Birgitta Haagman (1.09,7) Inger Thorngren (1.03,7)          | 4.29,4  | SK Poseidon Eva Schalen (1.07,8) Marinne Lejman (1.07,8) Kickan Grubb (1.10,3) Karin Grubb (1.04,0)                    | 4.29,9  |
| 4×100 m ryggsim   | SK Neptun Ulla Jacobsson (1.18,3) Ann-Christine Hagberg (1.18,8) Lena Bengtsson (1.13,4) Birgitta Friberg (1.14,8)     | 5.05,2 0NR0 | Malmö SS Marianne Stridh (1.13,8) Ulla-Christina Lindsjö (1.21,1) Ulla Thorn-Johansson (1.18,5) Ingrid Ahlström (1.17,6) | 5.10,4  | Gävle SS Marianne Lundqvist (1.14,7) Maud Karlsson (1.21,9) Britt Julander (1.20,9) Agneta Sundberg (1.17,1)           | 5.14,6  |
| 4×100 m bröstsim  | Malmö SS Ewy Sätherström (1.26,5) Ulla-Christina Lindsjö (1.25,7) Lisbet Sandgren (1.24,2) Marianne Sjöström (1.23,1)  | 5.39,5 0NR0 | Limhamns SS Christina Olsson (1.23,4) Ingrid Johansson (1.27,0) Birgitta Mårtensson (1.26,3) Birgitta Johansson (1.28,1) | 5.44,8  | Stockholmspolisens IF Kristina Lindkvist (1.28,2) Harriet Levin (1.27,1) Lisbeth Svensson (1.26,4) Lena Björn (1.24,1) | 5.45,8  |
| 4×100 m fjärilsim | SK Neptun Elisabeth Ljunggren (1.19,4) Birgitta Hjalmarsson (1.18,1) Birgitta Friberg (1.14,7) Karin Stenbäck (1.10,8) | 5.03,0      | SK Najaden Gunilla Svensson (1.24,8) Malin Torell (1.25,3) Eva Söderberg (1.17,7) Ann-Charlotte Lilja (1.12,2)           | 5.20,0  | Upsala SS Inger Thorngren (1.17,9) Monika Ahlgren (1.23,9) Birgitta Haagman (1.21,8) Ragna Ferneman (1.16,6)           | 5.20,2  |